# (22788) von Steuben
(22788) von Steuben est un astéroïde de la ceinture principale.

## Description
(22788) von Steuben est un astéroïde de la ceinture principale. Il fut découvert le 15 mai 1999 à la station Anderson Mesa par le programme LONEOS. Il présente une orbite caractérisée par un demi-grand axe de 2,45 UA, une excentricité de 0,21 et une inclinaison de 8,5° par rapport à l'écliptique.

## Compléments